# Microdon fucatissimus
Microdon fucatissimus är en tvåvingeart som först beskrevs av Hull 1937.  Microdon fucatissimus ingår i släktet myrblomflugor, och familjen blomflugor. Inga underarter finns listade i Catalogue of Life.